# Bolesław I. (Polen)

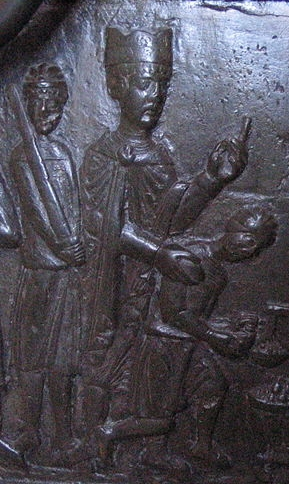
Bolesław abgebildet auf der Gnesener Bronzetür mit Königskrone, 12. Jahrhundert

Bolesław I. (genannt „der Tapfere“, polnisch Bolesław I Chrobry, auch im Deutschen meistens Boleslaw Chrobry genannt, lateinisch Boleslaus; * 965/967; † 17. Juni 1025) aus der Herrscherfamilie der Piasten war ab 992 Herzog von Polen und ab 1000 bzw. 1025 erster König von Polen, von 1003 bis 1004 als Boleslav IV. auch Herzog von Böhmen.

## Leben

### Der Fürstensohn
Bolesław war der Sohn des polnischen Herzogs Mieszko I. aus dessen Ehe mit Dubrawka, der Tochter des böhmischen Herzogs Boleslav I. von Böhmen und der Bigota.
Mitte des 10. Jahrhunderts hatte Bolesławs Vater die verschiedenen westslawischen Stämme zwischen Oder und Bug unter seiner Herrschaft geeint. Nach dem Tode des Vaters im Jahre 992 folgte ihm Bolesław zunächst als Herzog von Polen.
Bereits zuvor hatte Bolesław im Rahmen der Heiratspolitik seines Vaters eine wichtige Rolle gespielt: Um 984 war es Mieszko gelungen, Bolesław mit einer Tochter des Markgrafen Rikdag von Meißen zu verheiraten. Boleslav II. von Böhmen betrachtete Meißen jedoch als sein Einflussgebiet und besetzte mit Erlaubnis Heinrichs des Zänkers 984 die Burg Meißen. Damit waren die Pläne der Piasten zur Einflussnahme in der Region vorerst gescheitert. Bolesław löste die Ehe mit der Meißnerin.
Um 985/86 heiratete er eine Fürstentochter aus der ungarischen Herrscherfamilie der Árpáden, um Böhmen durch dieses Bündnis einzukreisen. Allerdings wurden die Ungarn gegen Böhmen militärisch kaum aktiv, so dass Bolesław 987 auch diese Ehe auflöste.
Er heiratete Emnilda, die Tochter des einflussreichen sorbischen Adligen Dobromir. Damit rückten die elbslawischen Grenzmarken des Heiligen Römischen Reichs, die Mark Meißen, die Mark Lausitz und die Nordmark, ins Zentrum des polnischen Expansionsinteresses.
Kurz vor seinem Tode scheint Mieszko I. versucht zu haben, Bolesław zu Gunsten seiner Söhne aus zweiter Ehe aus der polnischen Erbfolge auszuschließen. Das geht aus dem Dagome Iudex hervor, in dem Mieszko sein Reich darüber hinaus dem Papst übereignete. Die Gründe für den versuchten Ausschluss Bolesławs sind unklar. Umstritten ist, ob Dagome tatsächlich Mieszko I. war und es sich um das Gebiet des Herzogs der Polanen handelt, das spätere Polen, obwohl dieser Name nicht erwähnt ist.

### Kaiser Otto III. und der Akt von Gnesen

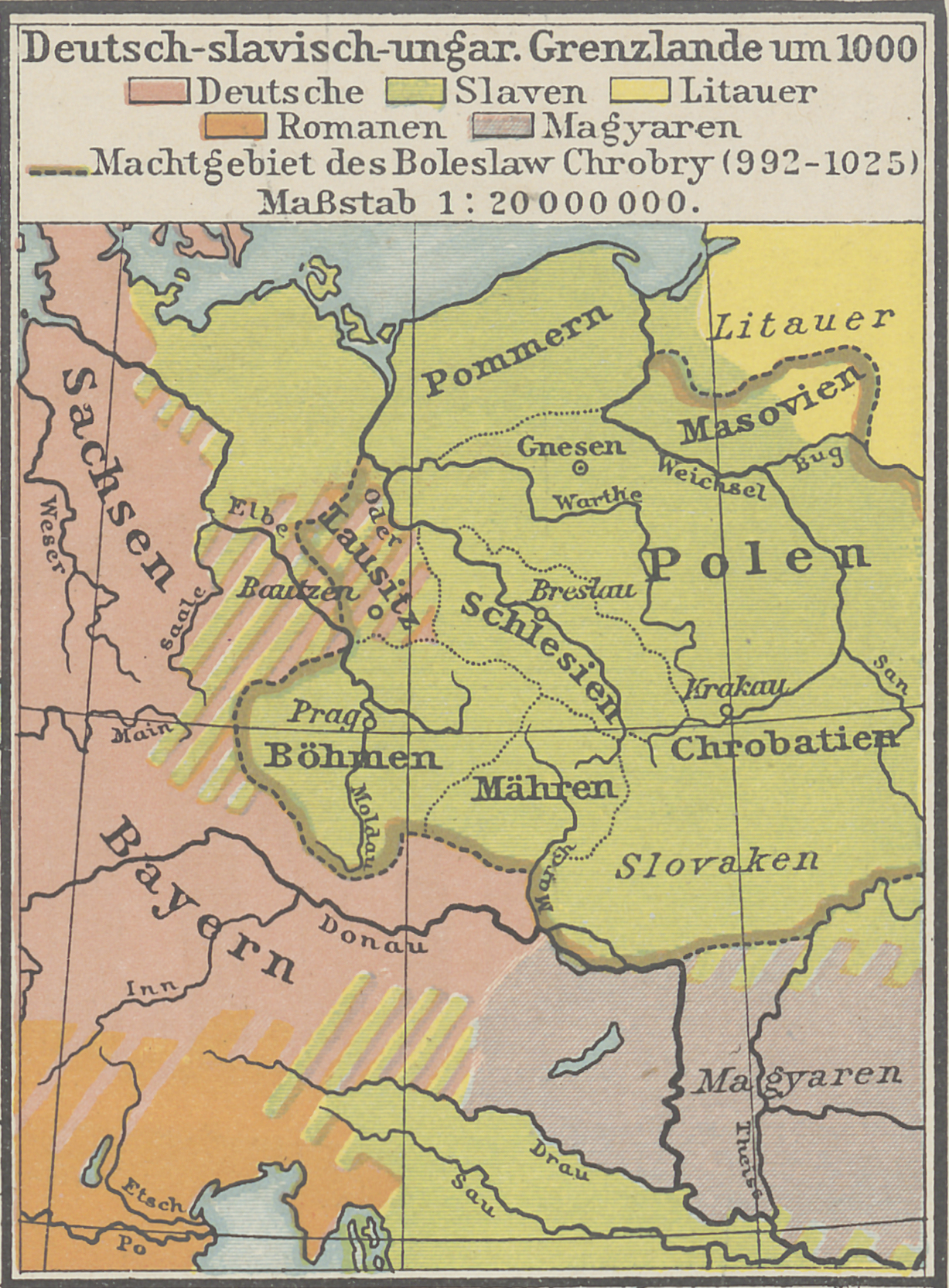
Herrschaftsgebiet Bolesławs I. in den Jahren 992 bis 1025 (Kartenausschnitt aus Putzgers Historischer Schul-Atlas, 1905)

Sofort nach dem Tod seines Vaters vertrieb Bolesław seine Stiefmutter Oda von Haldensleben und ihre noch minderjährigen Kinder in ihre sächsische Heimat und setzte so die eigene Erbfolge durch. Die genauen Umstände sind nicht bekannt; da aber in jener Epoche die unmittelbare fürstliche Gefolgschaft an slawischen Fürstenhöfen eine entscheidende Rolle spielte, ist anzunehmen, dass Bolesław in dieser Gruppe mehr Anhänger gewinnen konnte als Oda.
Kurz nach seinem Herrschaftsantritt begann Bolesław mit der Ausweitung seines Territoriums, indem er gleich seinem Vater mit den Reichsregenten und dem römisch-deutschen Kaiser Otto III. gegen die heidnischen Lutizen kämpfte. Darüber hinaus wuchs sein Einfluss bei den Elbslawen. Dadurch schwand der Einfluss Böhmens, das diese Gebiete ebenfalls beanspruchte. Wichtigster Verbündeter Bolesławs wurde sein Halbbruder, der Meißner Markgraf Ekkehard I.
Gleichzeitig war der junge Herrscher auch auf kirchlichem Gebiet aktiv: Er ließ die Gebeine des 997 ermordeten Missionars Adalbert von Prag nach Gnesen überführen; die nun beginnenden Wallfahrten bestärkten Bolesław darin, die Stadt zum Erzbistum zu erheben, das an die Stelle des alten Missionsbistums Posen treten sollte. Aus dem Jahre 999 ist eine Urkunde überliefert, die Adalberts Bruder Gaudentius als Erzbischof bezeichnet, allerdings noch ohne Angabe eines festen Bistumssitzes.
Im Jahr 1000 erschien Kaiser Otto III. als Pilger in Gnesen. Dort kam es zum „Akt von Gnesen“. Die genaue Bedeutung dieses Vorgangs ist umstritten. In der polnischen Geschichtsschreibung wurde traditionell davon ausgegangen, dass Otto Bolesław zum König erhob. Allerdings ist dies nicht zweifelsfrei nachweisbar, da es keine ausdrücklichen Berichte darüber gibt und Bolesław die Krönung 1025 (noch einmal?) vollziehen ließ. Unbestreitbar bedeutete der Besuch Ottos eine deutliche Aufwertung des polnischen Fürsten: Bolesław wurde mit königlichen Rechten versehen, etwa dem Recht zur eigenständigen Einsetzung von Bischöfen. Laut einem frühen Papstdekret war dies ausschließlich Königen und Kaisern vorbehalten. Ebenso unbestritten ist die endgültige Einrichtung des Erzbistums während des „Akts von Gnesen“. Gaudentius wurden als Suffragane die Bischöfe von Kolberg, Krakau und Breslau zugeordnet. Das alte Missionsbistum Posen blieb entweder unabhängig, das heißt, es unterstand der direkten Kontrolle des Heiligen Stuhls, oder es wurde dem Erzbistum Magdeburg unterstellt. Darüber hinaus erhielt Otto III. einen Arm Adalberts als Reliquie und es wurde die Eheschließung zwischen Bolesławs Sohn Mieszko II. und Richeza, einer Nichte des Kaisers, vereinbart.

### Konflikte mit Heinrich II.
Nach dem Tode Ottos III. im Jahr 1002 bewarb sich Ekkehard von Meißen um die Königskrone, wurde aber von einer gegnerischen Partei ermordet. Im Einverständnis mit den Ekkehardinern versuchte Bolesław daraufhin, sein Territorium im Grenzgebiet auf die Marken Lausitz und Meißen auszudehnen. Die Meißener hofften dadurch, die dort lebenden heidnischen Stämme der Lusitzi und Milzener unter ihrer Kontrolle zu halten.
Bolesław sicherte große Teile der sogenannten Sächsischen Ostmark nördlich der Elbe bis zur Elster sowie die Burgen Bautzen, Strehla und Meißen durch eigene Besatzungen. Dabei erklärte er, im Einvernehmen mit Herzog Heinrich IV. von Bayern zu handeln und sich ihm fügen zu wollen, sobald dieser regierender König sei.
Im Juli 1002 traf sich Bolesław in Merseburg mit dem neu gewählten König Heinrich II., um über die Zukunft Meißens zu beraten. Noch am Verhandlungsort wurde der Polenfürst, der als Gast unter dem Schutz des Gastgebers stand, von Bewaffneten angegriffen und konnte nur mit knapper Not entkommen. Die Hintergründe dieses Angriffs sind nicht geklärt. Das Verhältnis zwischen Heinrich und Bolesław aber war nachhaltig gestört.
Schon wenige Wochen später heiratete Ekkehards Sohn, Graf Hermann, Bolesławs Tochter Reglindis. Kurz darauf versuchte Bolesław durch die Unterstützung des Thronprätendenten Vladivoj auch Böhmen in ein anti-kaiserliches Bündnis einzubeziehen, was jedoch scheiterte. Im März 1003 übernahm Bolesław dann selbst die Herrschaft über Böhmen. Damit entstand ein Bündnis, das von Böhmen über die Territorien der Ekkehardiner, der Grafen von Schweinfurt und möglicherweise der Billunger bis nach Polen reichte. Im Norden schloss sich Dänemark unter Bolesławs Schwager Sven Gabelbart an, der ebenfalls als Gegner Heinrichs auftrat.
Heinrich II. versuchte zunächst, Bolesław zur Entgegennahme Böhmens als Lehen aus seiner Hand zu bewegen, was dieser verweigerte. Daraufhin schloss er Ostern 1003 ein Bündnis mit den heidnischen Lutizen. Kurz darauf begannen die ersten Kämpfe im südlichen Elbmarkgebiet, um Meißen und in den angrenzenden heidnischen Territorien. Zunächst konnte Bolesław Meißen halten. Zum wichtigsten Kampfgebiet wurde aber Böhmen, vor allem die Region um Prag. Dort hatte Bolesław in Adel und Stadtbevölkerung wenig Unterstützung, so dass beide Gruppen aktiv zu Gunsten des deutschen Königs in die Kämpfe eingriffen. Heinrich hatte darüber hinaus den legitimen Thronfolger Jaromir an seiner Seite. 1005 brach Heinrich mit böhmischer und lutizischer Unterstützung zu einem Kriegszug auf polnisches Territorium auf. Militärisch waren beide Seiten gleich stark, so dass der Frieden von Posen geschlossen wurde. Als Bolesław neue Züge gegen die Lutizen unternahm, brachten diese Heinrich dazu, 1007 den Frieden aufzukündigen. Bolesław reagierte mit einem Feldzug, der ihn bis vor Magdeburg brachte. Kurz darauf eroberte er die Lausitz mit Bautzen zurück. Erst 1010 unternahm Heinrich einen eigenen Feldzug nach Osten, der aber keine Erfolge brachte. 1013 wurde der Friede von Merseburg geschlossen: Bolesław erhielt die Lausitz und das Milzenerland als Reichslehen, die Ehe zwischen seinem Sohn Mieszko II., dem späteren Nachfolger und König und Richeza von Lothringen, der Nichte Kaiser Ottos III., wurde geschlossen, ebenso gegenseitige Militärhilfe vereinbart.
Im gleichen Jahr gab Heinrich Bolesław ein Hilfskontingent auf einen – gescheiterten – Feldzug gegen Kiew mit. Auch wegen dieser Niederlage konnte und wollte Bolesław im Gegenzug keine Truppen für einen Italienzug Heinrichs stellen. Dies führte zu neuen Spannungen, in deren Verlauf der polnische Thronfolger Mieszko zunächst gefangen genommen wurde, dann aber als Vermittler auftrat. 1015 kam es dennoch zu Kämpfen, die trotz hoher Verluste keine Entscheidung brachten. Danach verlagerte sich der Konflikt zunächst nach Kiew, wo Bolesław seinen Schwiegersohn Swjatopolk I. unterstützte, Heinrich dagegen Jaroslaw den Weisen. Im Sommer 1017 zogen Heinrichs Truppen zu einem neuen Feldzug gegen Polen aus, bei dem aber wenig mehr geschah als die Belagerung der Burg Nimptsch in Schlesien. Gleichzeitig griff Jaroslaw, entsprechend einer Absprache mit dem Kaiser, Polen von Osten an, während Bolesław in das Gebiet zwischen der Elbe und Mulde einfiel und zahlreiche Gefangene machte. Mieszko plünderte zur selben Zeit in Böhmen. In die Friedensverhandlungen kam eine neue Dynamik, so dass 1018 der Frieden von Bautzen geschlossen wurde. Der Inhalt des Friedens ist weitgehend unbekannt, allerdings stellte Heinrich Truppen für einen diesmal erfolgreichen Feldzug Bolesławs gegen Kiew. Bolesław brach sein Wort, Swjatopolk zum Thron zu verhelfen und entschied sich, selbst über Kiew zu herrschen. Allerdings lösten nach einigen Monaten die hemmungslosen Plünderungen seiner Truppen einen Aufstand in der Stadt aus, so dass Bolesław hastig fliehen musste. Er konnte jedoch für einige Jahre die Kontrolle über die Gebiete im Rotburgenland sichern.

### Ehen und Nachkommen
Bolesław war viermal verheiratet. Aus den Ehen mit den nachstehend genannten Frauen gingen mindestens die folgenden Kinder hervor:
- Tochter N.N. (* vor 985; † ?) des Markgrafen Rikdag von Meißen
Ehe wurde aufgelöst

- Judith; * ?, † nach 988, Tochter Gézas Großfürst von Ungarn (Árpáden)
  - Bezprym (auch Bezprem, Wezprem; * 986; † 1032), ab 1031 Herzog von Polen

- Emnilda (auch Emnildis oder  Emnild; * um 973; † um 1017), Tochter des sorbischen Fürsten Dobromir aus der Lausitz
  - Tochter N. N. (* um 988; † nach 1013), Äbtissin eines namentlich unbekannten Klosters
  - Reglindis (* um 989; † nach 21. März 1016), verheiratet 1002 mit Markgraf Hermann von Meißen
  - Mieszko II. (* 990; † 10. Mai 1034), ab 1025 König von Polen, verheiratet 1013 mit Richeza, Nichte Kaiser Ottos III.
  - Tochter N. N. (* um 995; † nach 1018), verheiratet zwischen 1009/1012 mit Swjatopolk I., Großfürst der Kiewer Rus
  - Otto (* um 1000; † 1033), ab 1031/1032 Herzog von Polen

- Oda, Eheschließung am 3. Februar 1018, Tochter des Markgrafen Ekkehard I.
  - Mathilde

### Letzte Jahre
Nach dem Frieden von Bautzen und seinem Zug nach Kiew befand sich Bolesław auf dem Höhepunkt seiner Macht und war, bis zum erneuten Erstarken Jaroslaws des Weisen der Kiewer Rus und des Reiches unter Kaiser Konrad II., der mächtigste Herrscher Mittel- und Osteuropas. Nach dem Tod Heinrichs II. im Jahr 1024 wurde er von einem päpstlichen Gesandten (erneut) 1025, also kurz vor seinem Tode, zum polnischen König gekrönt. Die Erhebung in den Stand eines Königs hatte Bolesław bereits vorher angestrebt. Sie war aber erst zu diesem Zeitpunkt möglich geworden, da Heinrich II. bis zu seinem Tod beim Papst gegen Bolesław opponiert hatte.
Im Posener Dom befindet sich das Grabdenkmal von Bolesław Chrobry, das allerdings nur einen Symbolcharakter besitzt, da sich die sterblichen Überreste der beiden polnischen Herrscher nicht in ihm befinden. Die historischen Gräber von Mieszko I. und Bolesław I. wurden 1038 durch den Einfall der Böhmen geplündert.

## Bewertung

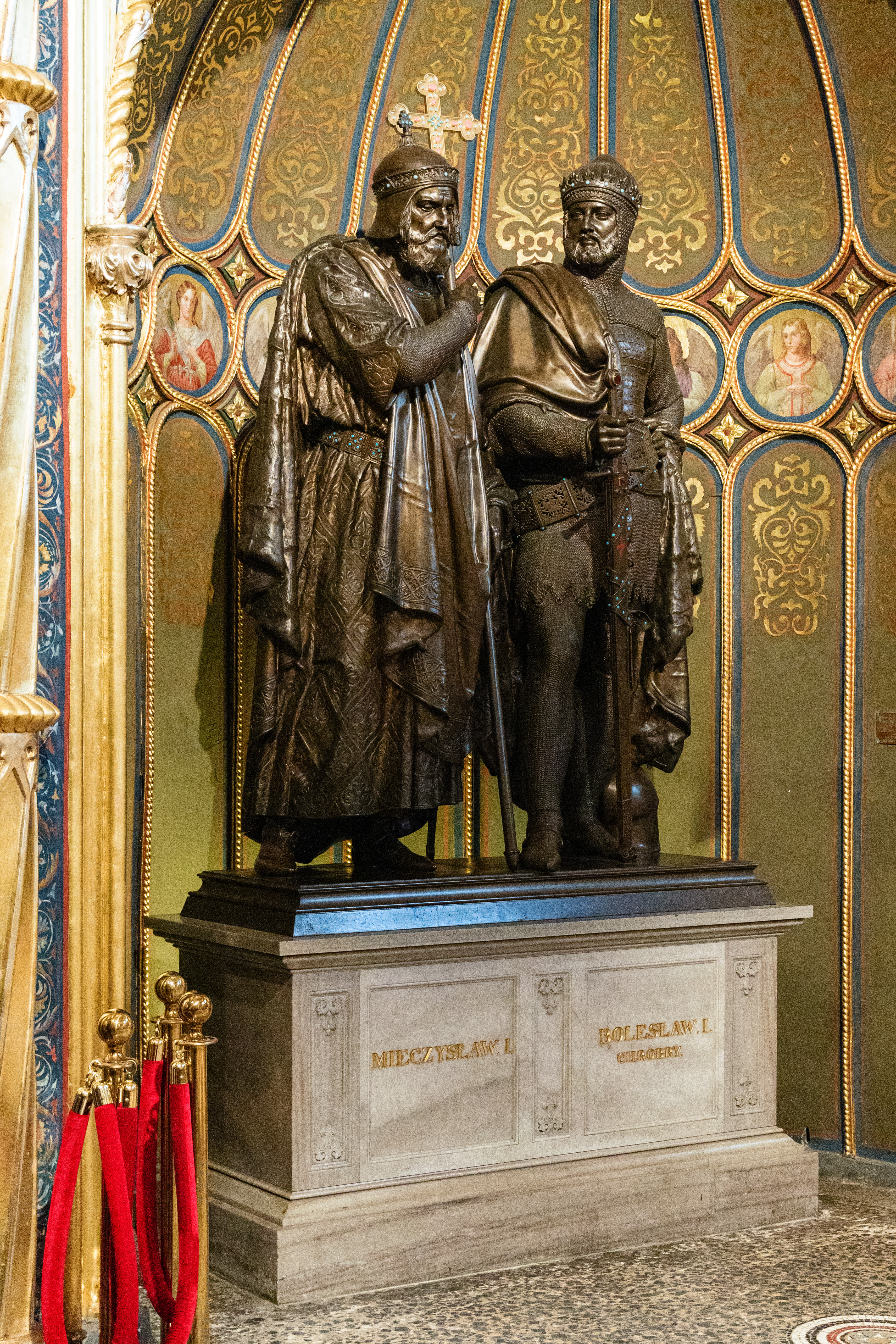
Grabmonument mit den bronzenen Skulpturen von Mieszko I. und Bolesław I., geschaffen von Christian Daniel Rauch, in der Goldenen Kapelle der Kathedrale zu Posen

Bolesław war ein eifriger Verbreiter des Christentums in Polen. Durch die erfolgreiche Gründung einer unabhängigen polnischen Kirchenprovinz mit dem Erzbistum Gnesen, die nur dem Papst in Rom unterstand, wurde die Auflösung der Abhängigkeit vom deutschen  Erzbistum Magdeburg ermöglicht. Allerdings versuchte der Magdeburger Erzbischof Norbert von Xanten noch um 1130, die polnische Kirche seinem Primat zu unterwerfen. Die Entscheidung Kaiser Ottos III., Polens Gleichrangigkeit anzuerkennen, vor allem aber die Gründung des Erzbistums in Gnesen zu befürworten, stieß somit lange Zeit beim hohen deutschen Klerus auf Ablehnung. Mit der Gründung eines unabhängigen Erzbistums und seiner Krönung zum König begründete Bolesław die dauerhafte polnische Emanzipation vom Heiligen Römischen Reich. Auch war er der Initiator der später wichtigen Kastellaneiverfassung. Jedoch folgte bereits unter seinem Sohn und Nachfolger Mieszko II. ein rascher Niedergang der polnischen Großmachtstellung, da die Mittel und Ressourcen des noch jungen Staates aufgrund der massiven und plötzlichen Expansion in alle Himmelsrichtungen erschöpft waren. Es breiteten sich zusätzlich sozial-religiös motivierte Unruhen innerhalb der Bevölkerung aus, die zehn Jahre nach dem Tod des Königs die heidnische Reaktion in Polen und eine Abkehr vom Christentum begünstigten. Die Entwicklung zur Großmacht führte auch zu dauerhaften militärischen Auseinandersetzungen mit den Nachbarstaaten, im Osten mit dem Reich der Kiewer Rus und im Westen mit dem Heiligen Römischen Reich, die nicht bereit waren, ein zu starkes Polen zu tolerieren. Dieses Misstrauen wurde durch Bolesławs Angriffe auch gerechtfertigt. 
Man kann dem entgegenhalten, dass weder die Kiewer Rus noch das Heilige Römische Reich ein einheitlicher Staat waren, sondern aus einer Vielzahl von autonomen Fürstentümern bestanden – eine Tatsache, welche eine Expansionspolitik Bolesławs ermöglichte. Speziell der östliche Nachbar war nicht in der Lage, dem westslawischen Staat etwas entgegenzusetzen und befand sich selbst ab Hälfte des 11. Jahrhunderts im Zustand zunehmender feudaler Zersplitterung, die zur endgültigen Auflösung der Kiewer Rus durch die Mongolen 1240 (Zerstörung von Kiew) führte. 
Die „boleslawische Expansion“ war mit dem Ziel verbunden, alle westslawischen Stämme unter einem einzigen Herrscher in einem christlichen großwestslawischen Reich zu vereinen, ein Ziel, das mit der ottonisch-salischen Ostpolitik des Reiches teilweise im Konflikt stand. Streitpunkte waren vor allem die unter deutscher Herrschaft stehenden Elbslawen zwischen der Elbe und Oder, die sogenannte Germania Slavica, und südlich von Polen die Böhmen, Mährer und Slowaken. Um die Grenze im Osten gegen die Rurikiden der Kiewer Rus zu sichern, wurden 1018 die Tscherwenischen Burgen in Rotrussland besetzt, die Polen im Jahr 981 an diese verloren hatte. Da sich bereits die ersten Verfallserscheinungen in den letzten Jahren der Herrschaft Bolesławs abzeichneten – durch den wahrscheinlichen Abfall des slawischen Pommerns oder eines Teils davon – war es nach seinem Tod nur noch eine Frage der Zeit, bis auch der Rest des Reiches unter der fiskalischen Belastung, der militärischen und geografischen Überdehnung einerseits und des gleichzeitigen Zusammenschlusses seiner Feinde andererseits kollabieren musste.
Freilich ist festzuhalten, dass das von ihm geschaffene Königreich diese Auflösungserscheinungen überdauert hat, selbst wenn nicht alle Eroberungen von Dauer waren.